# Chuyến bay 3352 của Aeroflot
Chuyến bay 3352 của Aeroflot là chuyến bay dùng máy bay Tupolev Tu-154 trên đường bay nội địa từ Krasnodar đến Novosibirsk, dừng chân ở Omsk. Khi đang hạ cánh xuống Sân bay Omsk vào thứ Năm, ngày 11 tháng 10 năm 1984, chiếc máy bay đã đâm vào các xe bảo trì trên đường băng, khiến 174 người trên máy bay và 4 người trên mặt đất thiệt mạng. Trong khi một chuỗi sai lầm trong hoạt động của sân bay đã góp phần gây ra vụ tai nạn, thì nguyên nhân chính của nó là do một lỗi cực kỳ ngớ ngẩn (đó là một kiểm soát viên không lưu ngủ gật khi đang làm nhiệm vụ). Tính đến năm 2022, đây vẫn là vụ tai nạn hàng không nghiêm trọng nhất trên lãnh thổ Nga. Đây cũng là vụ tai nạn hàng không nghiêm trọng nhất liên quan đến Tupolev Tu-154 vào thời điểm đó cho đến khi Chuyến bay 5143 của Aeroflot gặp nạn 9 tháng sau đó; tính đến năm 2022, nó vẫn được xếp hạng là vụ tai nạn chết người thứ hai liên quan đến Tupolev Tu-154. Thảm kịch được giữ bí mật trong hai mươi năm, cho đến khi Komsomolskaya Pravda xuất bản một bài báo vào năm 2004.